# Bexon Active Youth Squad
Bexon Active Youth Squad, kurz BAYS FC, ist ein Fußballverein auf der Karibikinsel St. Lucia. Der Verein spielt in der SLFA First Division, der höchsten Spielklasse des Landes. Er wurde im Jahr 2002 in der Stadt Bexon gegründet.

## Geschichte
Der im Jahr 2002 in Bexon gegründete Fußballverein versteht sich als Heimat für Jugendliche jeden Alters, die sich für Sport und Gemeindeentwicklung interessieren. 2022 gewann er mit zwei Punkten Abstand auf die 1987 All Stars SCC die Second Division und stieg erstmals in die erstklassige SLFA First Division auf. Tatsächlich schaffte es der Verein, als Aufsteiger die Saint Lucianische Meisterschaft zu gewinnen. 2022 tat dies bereits der B1 FC, der ebenfalls als Aufsteiger die Liga gewann.

## Erfolge
- Saint Lucianischer Meister: 2023
- Saint Lucianischer Zweitligameister: 2022